# Ga Hà Đông (đường sắt Bắc Hồng – Văn Điển)
Ga Hà Đông (tên cũ: Ga Ba La) là một nhà ga xe lửa tại quận Hà Đông, thành phố Hà Nội. Nhà ga là một điểm của đường sắt Bắc Hồng - Văn Điển và nối với ga Phú Diễn với ga Văn Điển.